# Vilém Besser
Vilém Besser, známý jako Míla Besser (2. prosince 1930 Kročehlavy u Kladna – 27. října 1985 Praha), byl český herec.

## Život
Vyučil se číšníkem. V oboru však nepracoval dlouho, převážil jeho zájem o divadlo. Svou hereckou kariéru zahájil v zájezdovém souboru Divadla československé armády, resp. Ústředního divadla Československé armády (1953–1955), pak vystřídal několik regionálních scén. Nakonec zakotvil zhruba na dvacet let v Realistickém divadle Zdeňka Nejedlého v Praze na Smíchově, kde působil v letech 1961 až do své předčasné smrti v roce 1985.
V československém filmu ztvárnil celou řadu rolí a téměř vždy se jednalo buď o role vedlejší či epizodní. V době svého mládí hrával různé optimisticky naladěné mladíky, kteří se věnují socialistickému budovatelskému úsilí. Později často hrál i vážnější úlohy, policisty, pedagogy, různé funkcionáře, apod.
Osm let trpěl rakovinou. Zemřel ve věku 54 let. Jeho synovi Vilémovi bylo tehdy 6 let. „Všechno dělal naplno,“ zavzpomínala v roce 2015 hercova manželka Miroslava Besserová při příležitosti 85. výročí od manželova narození v článku pro iDNES.cz, ve kterém sepsala své zážitky s manželem.

## Divadelní role, výběr
- 1966 William Shakespeare: Komedie omylů, Antifolus Efezský, Realistické divadlo, režie Karel Palouš
- 1984 Grigorij Gorin: Poslední smrt Jonathana Swifta, Někdo, Realistické divadlo, režie Miroslav Krobot j. h.

## Film
- 1950 Posel úsvitu – role: dělník u Knoppa
- 1951 Milujeme – role: učeň Tonda Vrubel
- 1952 Písnička za groš – role: Mirek Jirák
- 1952 Plavecký mariáš – role: referent ČSM Jarda Trnka
- 1952 Nástup – role: Mareš
- 1954 Botostroj – role: komunista Josef Horák, zvaný Joska
- 1965 Zločin v dívčí škole – role: Kruntorád, střelec ve varieté (2. povídka Jak se koupe žena)

## Televize
- 1965 Kůzlátka otevřete... (TV inscenace detektivní hry) – role: zeť Miloš
- 1970 Kalifův prsten (TV pohádka) – role: kapitán stráže
- 1971 Zločin na Zlenicích hradě (TV film) – role: zeman Zdislav z Mrače
- 1971 Madame Sans-Géne (TV adaptace hry Victoriena Sardoua) – role: hrabě Neippert
- 1972–1973 Ctná paní Lucie (TV seriál) – role: Jakub Moor
- 1973 Kukačky (TV film) – role: Franta
- 1978 Králova žena (TV inscenace povídky Jacka Londona) – role: Mackenzie
- 1979 Anglický biftek s českou oblohou (TV komedie) – role: praporčík VB
- 1980 Oddělení zvláštní péče (TV inscenace) – role: Zdeněk Čermák
- 1982 Na semaforu zelená (TV film) – role: otec Prokop
- 1984 Pozor, je ozbrojen! (TV film) – role: major VB Dolek